# Tour de Turquía 2012
El Tour de Turquía 2012, la 48.ª edición de la prueba, tuvo lugar del 22 de abril al 29 de abril de 2012, sobre un trazado de 1194 km.
La prueba perteneció al UCI Europe Tour 2011-2012 de los Circuitos Continentales UCI, dentro de la máxima categoría para vueltas de varias etapas: 2.HC.
Como novedad la carrera finalizó en Estambul, el hasta ahora tradicional punto de arranque; y arrancó en Alanya, el hasta ahora tradicional punto final. Por otro lado, contó con un final en alto en el inédito Elmali siendo la primera vez que se introduce una etapa de alta montaña cuando tradicionalmente todas han sido llanas o rompepiernas.
En principio el ganador final fue Ivailo Gabrovski (quien además se hizo con la etapa reina) pero fue desclasificado como consecuencia de un positivo por EPO después de su victoria (ver sección Positivo de Ivailo Gabrovski) por lo que el ganador final fue Alexandr Dyachenko (finalmente el vencedor de dicha etapa reina). Le acompañaron en el podio Danail Petrov (finalmente segundo) y Adrián Palomares (finalmente tercero), coincidiendo con los primeros puestos de la etapa reina en Elmali.
En las clasificaciones secundarias se impusieron Matthew Goss (puntos), Marco Bandiera (montaña), Maxim Belkov (sprints especiales) y Astana (equipos).

## Equipos participantes
Tomaron parte en la carrera 25 equipos. 9 de categoría UCI ProTeam; 14 de categoría Profesional Continental; y los 2 turcos de categoría Continental. Formando así un pelotón de 195 ciclistas (cerca del límite de 200 establecido para carreras profesionales), con 8 corredores cada equipo (excepto el Katusha, Lotto Belisol, NetApp, Colombia-Coldeportes y Type 1-Sanofi que salieron con 7), de los que acabaron 163 con 162 clasificados tras la desclasificación de Ivailo Gabrovski (ver sección Positivo de Ivailo Gabrovski). Los equipos participantes fueron:

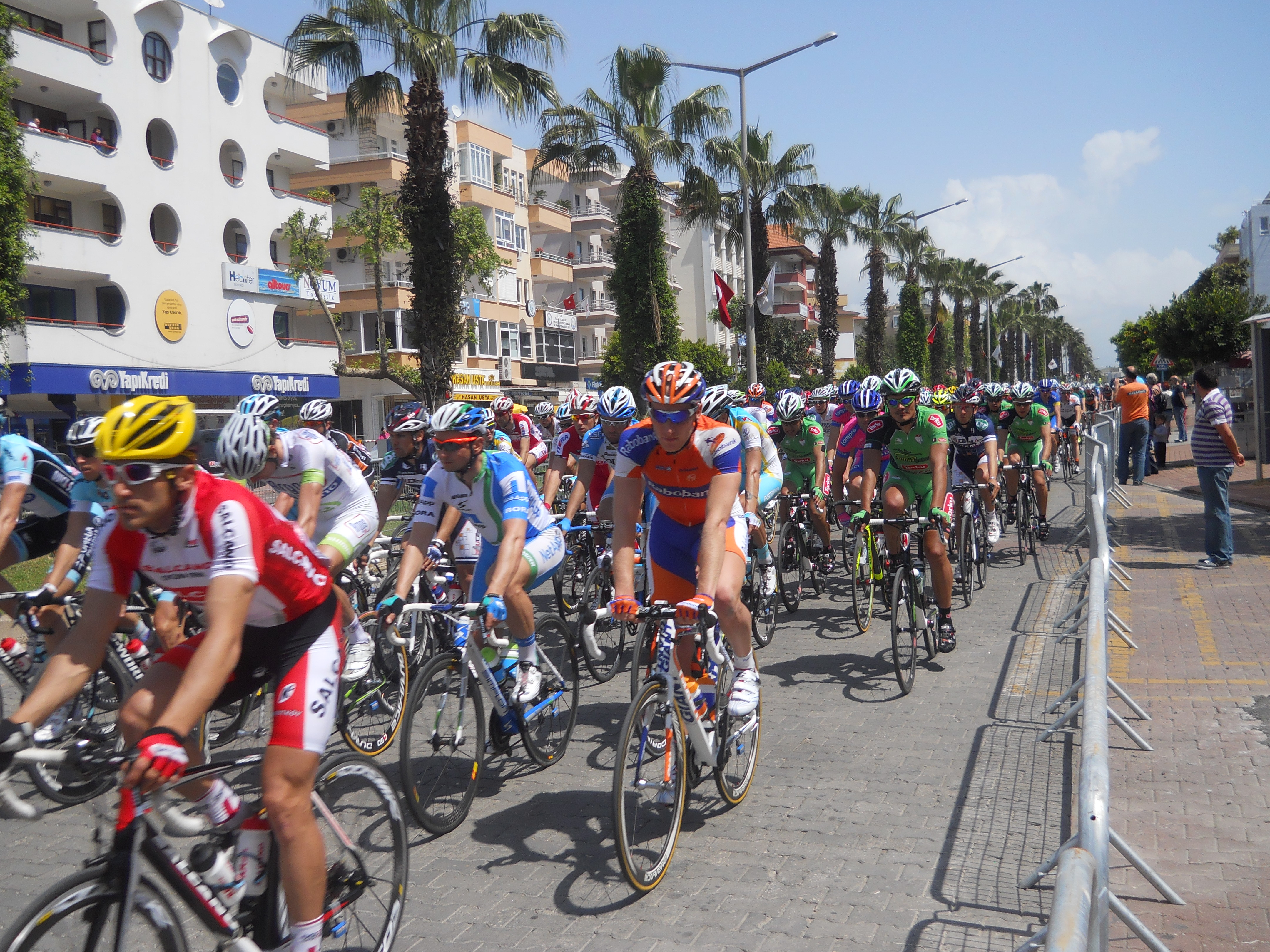
Pelotón en la 1.ª etapa.

| Equipo                            | Cód. UCI | Categoría               |
| --------------------------------- | -------- | ----------------------- |
| Ag2r La Mondiale                  | AG2      | UCI ProTeam             |
| Pro Team Astana                   | AST      | UCI ProTeam             |
| GreenEDGE Cycling Team            | GEC      | UCI ProTeam             |
| Katusha Team                      | KAT      | UCI ProTeam             |
| Lampre-ISD                        | LAM      | UCI ProTeam             |
| Lotto Belisol                     | LTB      | UCI ProTeam             |
| Omega Pharma-QuickStep            | OPQ      | UCI ProTeam             |
| Rabobank Cycling Team             | RAB      | UCI ProTeam             |
| Team Saxo Bank                    | SAX      | UCI ProTeam             |
| Accent Jobs-Willems Veranda´s     | ACC      | Profesional Continental |
| Andalucía                         | AND      | Profesional Continental |
| Bretagne-Schuller                 | BSC      | Profesional Continental |
| Caja Rural                        | CJR      | Profesional Continental |
| Colnago-CSF Inox                  | COG      | Profesional Continental |
| Colombia-Coldeportes              | COL      | Profesional Continental |
| Team Europcar                     | EUC      | Profesional Continental |
| Farnese Vini-Selle Italia         | FAR      | Profesional Continental |
| Team Argos-Shimano                | PRO      | Profesional Continental |
| Team NetApp                       | APP      | Profesional Continental |
| Team SpiderTech powered by C10    | SPI      | Profesional Continental |
| Team Type 1-Sanofi                | TT1      | Profesional Continental |
| UnitedHealthcare Pro Cycling Team | UHC      | Profesional Continental |
| Utensilnord Named                 | UNA      | Profesional Continental |
| Konya Torku Seker Spor            | KTS      | Continental             |
| Salcano-Arnavutkoy                | SLC      | Continental             |

## Etapas
| Etapa | Fecha       | Recorrido           | km  | Ganador            | Líder              |
| ----- | ----------- | ------------------- | --- | ------------------ | ------------------ |
| 1.ª   | 22 de abril | Alanya-Alanya       | 148 | Theo Bos           | Theo Bos           |
| 2.ª   | 23 de abril | Alanya-Alanya       | 185 | André Greipel      | Matthew Goss       |
| 3.ª   | 24 de abril | Alanya-Elmali       | 148 | Alexandr Dyachenko | Alexandr Dyachenko |
| 4.ª   | 25 de abril | Fethiye-Marmaris    | 130 | Mark Renshaw       | Alexandr Dyachenko |
| 5.ª   | 26 de abril | Marmaris-Turgutreis | 170 | Andrea Di Corrado  | Alexandr Dyachenko |
| 6.ª   | 27 de abril | Bodrum-Kusadasi     | 181 | Sacha Modolo       | Alexandr Dyachenko |
| 7.ª   | 28 de abril | Ephesus-Izmir       | 118 | Iljo Keisse        | Alexandr Dyachenko |
| 8.ª   | 29 de abril | Estambul-Estambul   | 114 | Theo Bos           | Alexandr Dyachenko |

## Clasificaciones finales

### Clasificación general
| Posición | Ciclista            | Equipo                    | Tiempo           |
| -------- | ------------------- | ------------------------- | ---------------- |
|          | Alexsandr Dyachenko | Astana                    | 28 h 49 min 43 s |
| 2        | Danail Petrov       | Caja Rural                | a 5 s            |
| 3        | Adrián Palomares    | Andalucía                 | a 11 s           |
| 4        | Romain Bardet       | Ag2r La Mondiale          | a 28 s           |
| 5        | Alexander Efimkin   | Type 1-Sanofi             | a 50 s           |
| 6        | Florian Guillou     | Bretagne-Schuller         | a 56 s           |
| 7        | Enrico Battaglin    | Colnago-CSF Inox          | a 1 min 25 s     |
| 8        | Michał Gołaś        | Omega Pharma-QuickStep    | a 1 min 29 s     |
| 9        | Will Routley        | SpiderTech powered by C10 | a 1 min 41 s     |
| 10       | André Cardoso       | Caja Rural                | a 1 min 50 s     |

### Clasificación por puntos
| Posición | Ciclista      | Equipo        | Puntos |
| -------- | ------------- | ------------- | ------ |
|          | Matthew Goss  | GreenEDGE     | 56     |
| 2        | Mark Renshaw  | Rabobank      | 51     |
| 3        | Daniele Colli | Type 1-Sanofi | 50     |

### Clasificación de la montaña
| Posición | Ciclista            | Equipo                 | Puntos |
| -------- | ------------------- | ---------------------- | ------ |
|          | Marco Bandiera      | Omega Pharma-QuickStep | 16     |
| 3        | Alexsandr Dyachenko | Astana                 | 7      |
| 4        | Karol Domagalski    | Caja Rural             | 7      |

### Clasificación de los sprints especiales
| Posición | Ciclista       | Equipo            | Puntos |
| -------- | -------------- | ----------------- | ------ |
|          | Maxim Belkov   | Katusha           | 8      |
| 2        | Laurent Pichon | Bretagne-Schuller | 6      |
| 3        | Matteo Fedi    | Utensilnord Named | 6      |

### Clasificación por equipos
| Posición | Equipo            | Tiempo           |
| -------- | ----------------- | ---------------- |
|          | Astana            | 88 h 33 min 08 s |
| 2        | Caja Rural        | a 1 min 32 s     |
| 3        | Bretagne-Schuller | a 3 min 08 s     |

## Positivo de Ivaïlo Gabrovski
En 18 de julio de 2012 se hizo público la presencia de EPO en una muestra de orina de Ivaïlo Gabrovski obtenida el 24 de abril de dicho año, después de la etapa reina de ese mismo Tour de Turquía. Finalmente el 7 de octubre de 2012 fue sancionado con 2 años de suspensión desposeyéndole de este Tour de Turquía.
Por lo tanto oficialmente Gabrovski fue desclasificado de la ronda turca con la indicación "0 DSQ" (descalificado) aunque indicando el tiempo y puntos de las clasificaciones parciales y finales. En la que había ganado 3.ª etapa (la etapa reina); además, en las clasificaciones finales fue el ganador de la general y segundo en la de la montaña como resultados finales más destacados. Todos sus resultados fueron anulados y su puesto quedó vacante excepto en los que salió victorioso en el que el segundo cogió su puesto quedándose el segundo vacante; y en la de la clasificación general diaria y final que en ese caso su exclusión supuso que los corredores que quedaron por detrás de él (hasta el 21.º) subiesen un puesto en la clasificación, quedando vacante la vigésimo primera posición. Teniendo su participación solo incidencia en la clasificación por equipos como suele ser habitual en estos casos de expulsión de corredores.
Esta sanción también tuvo incidencia en el UCI Europe Tour ya que sus puntos de la clasificación general pasaron a otros corredores reestructurándose así no solo la clasificación individual sino la de por equipos y la de por países.